# Phireza sexmaculata
Phireza sexmaculata is een spinnensoort in de taxonomische indeling van de krabspinnen (Thomisidae).
Het dier behoort tot het geslacht Phireza. De wetenschappelijke naam van de soort werd voor het eerst geldig gepubliceerd in 1886 door Eugène Simon.